# Tweekleurige tandvlinder
De tweekleurige tandvlinder (Leucodonta bicoloria) is een nachtvlinder uit de familie Notodontidae, de tandvlinders.

## Beschrijving
De voorvleugellengte bedraagt tussen de 16 en 19 millimeter. De voorvleugel is wit met een opvallende en kenmerkende tekening van oranje met zwarte randen. De achtervleugel is geheel wit.

## Rups en pop
De tweekleurige tandvlinder heeft de berk als waardplant. De soort leeft in loofbossen met berken, vooral op zandgronden. De rups leeft hoog in de boom. Vlak voor de verpopping vreet de rups een randje bast weg van een kleine tak, en spint zich in in de blaadjes. De rups valt met het blad op de bodem en verpopt aldaar.

## Voorkomen
De tweekleurige tandvlinder komt voor in de gematigde delen van het Palearctisch gebied. Vooral in de berkenbossen in Oost-Europa komt hij veel voor. Hij overwintert als pop.

### Nederland en België
De tweekleurige tandvlinder is in Nederland en België een zeldzame soort. In het westen van Nederland zijn er bijna geen waarnemingen gedaan. De vlinder kent één generatie die vliegt van eind april tot en met juli.